# Anthomyia compuncta
Anthomyia compuncta är en tvåvingeart som först beskrevs av Christian Rudolph Wilhelm Wiedemann 1817.  Anthomyia compuncta ingår i släktet Anthomyia och familjen blomsterflugor.
Artens utbredningsområde är Tyskland. Inga underarter finns listade i Catalogue of Life.